# 米中開戦
『米中開戦』（べいちゅうかいせん、原題：Threat Vector）は、2012年12月4日に出版された、トム・クランシーと共著者マーク・グリーニーによるテクノスリラー小説。
2011年出版の『ライアンの代価』の直接の続編となっている。ライアン大統領と、ザ・キャンパスは、南シナ海で、領土を拡張しようと目論む中国共産党中央軍事委員会が戦争を起こすのを防がねばならない。本書はニューヨークタイムズベストセラー、初登場1位を獲得した。  

## あらすじ
中国の最高指導者魏震麟は、国内の景気後退に対する、政治的反感の高まりへの対処に追われていた。しかし、ついに逮捕は免れなくなり、自殺をはかろうとした際、人民解放軍将軍の蘇克強によって逮捕は未然に防がれる。今や自身の運命は、タカ派の軍事指導者である蘇に掌握されたことを悟った魏は、領土問題の紛争地帯と化している南シナ海、並びに香港、マカオ、最終的には台湾を、蘇率いる人民解放軍の軍事的作戦の展開によって制圧し、これまでの経済的な失敗を挽回することに自分の人生を賭すこととする。
一方、蘇の指示でアメリカへのサイバー攻撃を行っていたハッカー、コードネーム"センター"と呼ばれる人物は、アメリカの工作機関"ザ・キャンパス"の監視も行っていた。センターの存在に気づき始めたザ・キャンパスは、ライアン・ジュニアを香港に派遣し、センターの情報収集を行う。センターの拠点を突き止めたライアン・ジュニアは、父のジャック・ライアン大統領に情報を提供、ジャックはセンターの拠点への空爆を指示する。

## 書誌情報
- Tom Clancy『Threat Vector (A Jack Ryan Novel) 』 Berkley - 2012年12月4日発売[1]、ISBN 0425262308, 978-0425262306[3]

- トム・クランシー『米中開戦』新潮社〈新潮文庫〉全4巻
  1. 2013/12/24発売、ISBN 4102472533, 978-4102472538[2]
  2. 2013/12/24発売、ISBN 4102472541, 978-4102472545[4]
  3. 2014年1月29日発売、ISBN 410247255X, 978-4102472552[5]
  4. 2014年1月29日発売、ISBN 4102472568, 978-4102472569[6]